# Нью-эдалт
Нью-эдалт (англ. new adult fiction, NA) — жанр художественной литературы, возраст главных героев которого ограничен рамками 16—29 лет. Термин предложен издательством St. Martin’s Press в 2009 году как более взрослый аналог жанра янг-эдалт (англ. young adult, YA — подростковая литература).
Типичные темы нью-эдалт — поиск собственной идентичности, уход из родительского дома, выбор молодыми людьми жизненного пути. Нью-эдалт нередко выступает в сочетании с другими жанрами — мистики, триллера, антиутопии, городского фэнтези и т. д.
Популяризаторами жанра нью-эдалт стали такие авторы бестселлеров как Дженнифер Арментроут («Жду тебя»), Анна Тодд («После»), Джейми Макгуайр («Моё прекрасное несчастье») и др.
Среди российских авторов, пишущих в жанре нью-эдалт, можно отметить Елену Кондрацкую («Сон в тысячу лет»), Ксению Спынь («Дурные») и Василия Ракшу («Песни радости, песни печали»).